# Un sogno per papà
Un sogno per papà (Fourmi) è un film del 2019 diretto da Julien Rappeneau.

## Trama
Il piccolo Théo, desidera  rendere il padre Laurent, orgoglioso di lui. L'uomo non ha un lavoro, è separato e a volte alza un po' troppo il gomito. È per questo che il ragazzo, forse un po' troppo maturo per la sua età, cerca di eccellere nell'unico hobby che ha in comune con Laurent: il calcio. Théo gioca con la squadra della loro cittadina, provando in ogni match di portare a casa qualche successo sportivo per rendere fiero suo padre. Ma Théo è convinto che qualche gol nelle partite non può risollevarlo e decide quindi di inventare una piccola bugia: racconta di essere stato scelto tra le file giovanili dell'Arsenal. La frottola nasconde, in verità, un intento più profondo. In questo modo Théo spera di convincere Laurent a "darsi una ripulita" e arrestare il suo atteggiamento autodistruttivo, così da poter accompagnarlo in Inghilterra. Peccato che la piccola bugia si espanda e si diffonda in tutta la cittadina, causando diverse situazioni al limite del comico.

## Distribuzione
Il film è stato distribuito in Italia dal 5 dicembre 2019.